# Carlo Mezzanotte
Carlo Mezzanotte (Modena, 4 ottobre 1942 – Gaeta, 22 marzo 2008) è stato un costituzionalista italiano.

## Biografia
Allievo di Leopoldo Elia, è stato Professore ordinario di diritto costituzionale presso la facoltà di giurisprudenza dell'Università LUISS Guido Carli, ed ha svolto inoltre la professione di avvocato. Ha difeso i più importanti gruppi imprenditoriali italiani, tra i quali il Gruppo Fininvest, società per la quale tra gli anni ottanta e la metà degli anni novanta è stato, assieme ad Aldo Bonomo, il legale di riferimento.

## Attività giurisdizionale
Fu eletto giudice della Corte costituzionale dal Parlamento in seduta comune (con 608 voti) il 24 gennaio 1996. 
Nominato Vice Presidente della Corte medesima il 28 gennaio 2004 e il 22 settembre 2004, è cessato dalla carica di Vice Presidente e di Giudice il 30 gennaio 2005. 
Nel suo operato alla Corte costituzionale si ricordano, tra l'altro, la storica sentenza n. 303 del 2003, pronuncia in materia di rapporto tra Stato e Regioni, nonché la sentenza n. 379 del 1996, tra le prime dare ingresso alla “grande regola” dello Stato di diritto anche nel micro-ordinamento parlamentare.

## Produzione scientifica
Fra le sue opere, Il giudizio sulle leggi. Le ideologie del Costituente, Milano, 1979; Corte Costituzionale e legittimazione politica, Roma, 1984; nonché (con Antonio Baldassarre) Gli uomini del Quirinale, Roma-Bari, Laterza, 1985, e, infine, sempre con Antonio Baldassarre, Introduzione alla Costituzione, Roma-Bari, Laterza 1986.